# Argentina nos Jogos Olímpicos de Inverno de 1976
A Argentina participou dos Jogos Olímpicos de Inverno de 1976 em Innsbruck, na Áustria.

## Esqui alpino
Masculino
| Atleta                  | Evento         | Corrida 1 | Corrida 1 | Corrida 2 | Corrida 2 | Total   | Total |
| Atleta                  | Evento         | Tempo     | Pos.      | Tempo     | Pos.      | Tempo   | Pos.  |
| ----------------------- | -------------- | --------- | --------- | --------- | --------- | ------- | ----- |
| Adrián Roncallo         | Downhill       |           |           |           |           | DNF     | –     |
| Carlos Alberto Martínez | Downhill       |           |           |           |           | 1:54.62 | 47    |
| Juan Ángel Olivieri     | Downhill       |           |           |           |           | 1:52.76 | 39    |
| Luis Rosenkjer          | Downhill       |           |           |           |           | 1:50.87 | 31    |
| Juan Ángel Olivieri     | Slalom gigante | 2:01.08   | 63        | DNF       | –         | DNF     | –     |
| Adrián Roncallo         | Slalom gigante | 2:00.16   | 62        | 2:00.46   | 40        | 4:00.62 | 42    |
| Carlos Alberto Martínez | Slalom gigante | 1:56.03   | 52        | DNF       | –         | DNF     | –     |
| Luis Rosenkjer          | Slalom gigante | 1:53.98   | 41        | 1:54.18   | 32        | 3:48.16 | 32    |
| Luis Rosenkjer          | Slalom         | DNF       | –         | –         | –         | DNF     | –     |
| Walter Dei Vecchi       | Slalom         | DNF       | –         | –         | –         | DNF     | –     |
| Carlos Alberto Martínez | Slalom         | n/a       | ?         | DNF       | –         | DNF     | –     |
| Juan Ángel Olivieri     | Slalom         | 1:05.90   | 26        | DNF       | –         | DNF     | –     |

## Esqui cross-country
Masculino
| Evento | Atleta              | Corrida    | Corrida |
| Evento | Atleta              | Tempo      | Pos.    |
| ------ | ------------------- | ---------- | ------- |
| 15 km  | Matías José Jerman  | DNF        | –       |
| 15 km  | Martín Tomás Jerman | 1'00:07.39 | 74      |
| 15 km  | Marcos Luis Jerman  | 53:43.34   | 71      |
| 30 km  | Marcos Luis Jerman  | 1'50:06.99 | 65      |